# Лаватера тюрінгська
{{#ifeq:0|0|{{#if:|{{#if:Malvathuringiaca|[[]}}|}}}}
Лаватера тюрінгська, собача рожа звичайна (Lavatera thuringiaca) — вид квіткових рослин родини мальвові (Malvales).

## Поширення

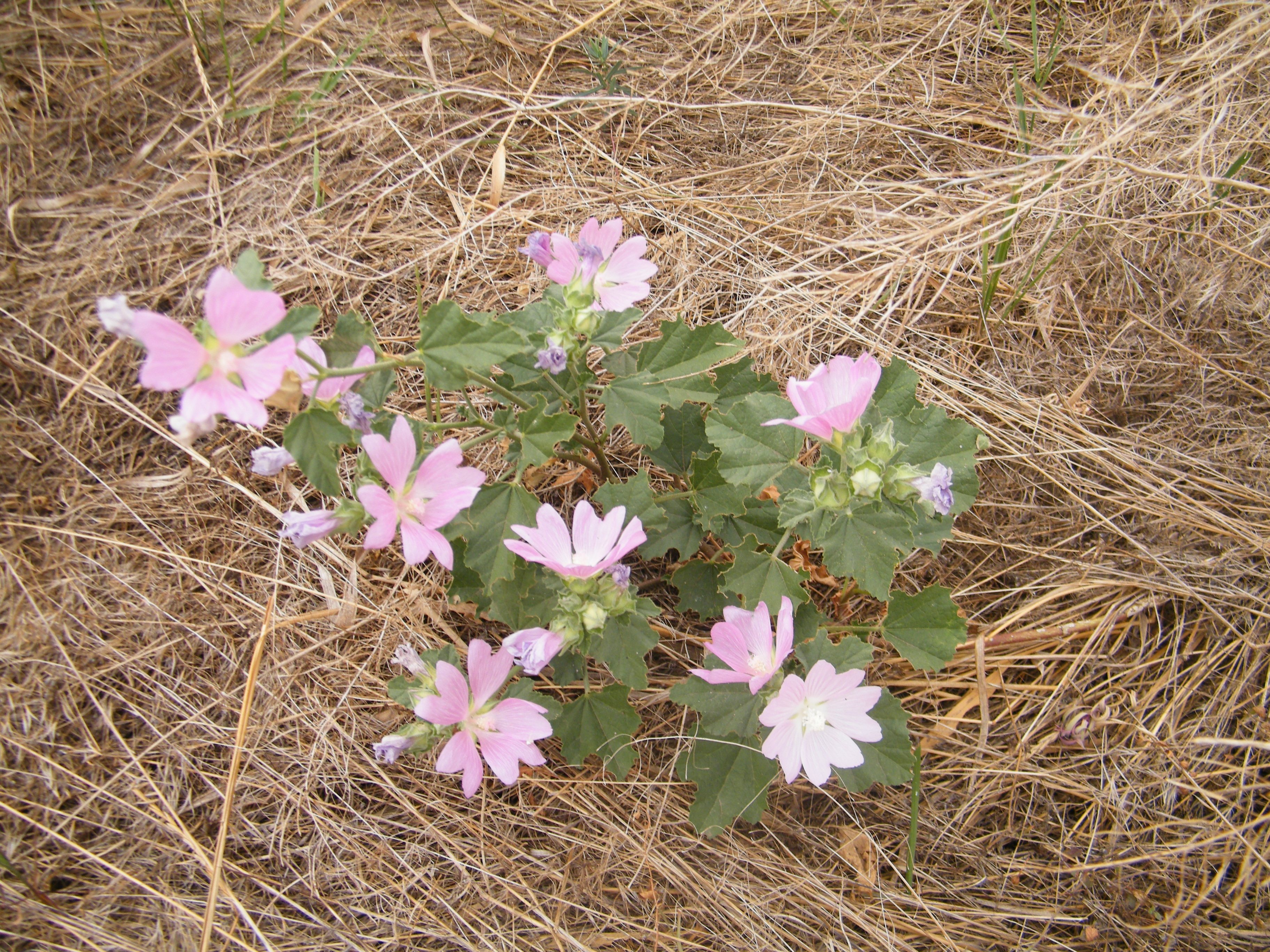
Собача рожа звичайна в околицях села Осетрівка Очаківського району Миколаївської області

Лаватера тюрінгська природно росте у Східній Європі і Південно-Західній Азії, з Південної Німеччини на південь до Італії та на схід до півдня Росії, Казахстану і Туреччини.

## Опис
Багаторічна сіроповстиста рослина 50—200 см заввишки. Листки 3—5-лопатеві, округлониркоподібні або широкояйцеподібні. Оцвітина подвійна, 5-членна. Підчаша з 3 широких біля основи зрослих листочків. Чашечка з 5 зрослих чашолистків. Квітки великі, у китицеподібних суцвіттях. Пелюстки віночка блідо- або яскраво-рожеві, оберненотрикутні, на 1/3 вирізані. Збірний плід розпадається на окремі плодики, плодики гладенькі. Волокна використовують для виготовлення шпагату, мотузок. Цвіте у червні-вересні.